# Lancer du javelot en Coupe d'Europe des nations d'athlétisme
Le lancer du javelot est disputé en Coupe d'Europe d'athlétisme depuis 1965.
Les vainqueurs individuels en sont :
- 1965 : Jānis Lūsis (URS) 82,56 m
- 1967 : Jānis Lūsis (URS) 85,38
- 1970 : Wladyslaw Nikiciuk (POL) 82,46
- 1973 : Klaus Wolfermann (FRG) 90,68
- 1975 : Nikolay Grebnyev (URS) 84,30
- 1977 : Nikolay Grebnyev (URS) 87,18
- 1979 : Wolfgang Hanisch (GDR) 88,68
- 1981 : Detlef Michel (GDR) 90,86
- 1983 : Detlef Michel (GDR) 85,72
- 1985 : Uwe Hohn (GDR) 92,88
- 1987 : Viktor Yevsyukov (URS) 84,86
- 1989 : Steve Backley (GBR) 82,92
- 1991 : Jan Železný (TCH) 82,84
- 1993 : Jan Železný (CZE) 89,84
- 1994 : Andrey Moruyev (RUS) 87,34
- 1995 : Raymond Hecht (GER) 87,24
- 1996 : Raymond Hecht (GER) 86,05
- 1997 : Sergey Makarov (RUS) 89,92
- 1998 : Boris Henry (GER) 84,77
- 1999 : Raymond Hecht (GER) 86,05
- 2000 : Sergey Makarov (RUS) 89,92
- 2001 : Kostas Gatsioudis (GRE) 88,33
- 2002 : Sergey Makarov (RUS) 88,24
- 2003 : Sergey Makarov (RUS) 85,86
- 2004 : Aleksandr Ivanov (RUS) 82,55
- 2005 : Mark Frank (GER) 82,38
- 2006 : Tero Pitkämäki (FIN) 85,30
- 2007 : Aleksandr Ivanov (RUS) 82,57 (devant Vitolio Tipotio (FRA), 79,69 et Igor Janik (POL) 78,70)
- 2008 (Annecy), 22 juin, 1. Peter Esenwein (GER) 79,23 m, 2. Laurent Dorique (FRA) 75,97 m, 3. Igor Janik (POL) 75,65 m, 4. Roberto Bertolini (ITA)  74,56 m.